# Ruồi Tây Ban Nha
Ruồi Tây Ban Nha (danh pháp khoa học: Lytta vesicatoria, tiếng Anh: Spanish fly) là một loài bọ cánh cứng aposematic có màu xanh ngọc lục bảo, thuộc họ bọ cánh cứng (Meloidae). Loài này chủ yếu sống ở Lục địa Á-Âu.
Loài này và những loài khác trong họ của nó đã được sử dụng trong các chế phẩm bào chế thuốc truyền thống như "Cantharide". Loài côn trùng này là nguồn cung cấp terpenoid cantharidin, một chất gây phồng rộp độc hại từng được sử dụng làm chất tẩy tế bào chết, thuốc chống thấp khớp và thuốc kích dục. Chất này cũng từng được sử dụng trong một số hỗn hợp gia vị Bắc Phi như ras el hanout và gây ra các vụ ngộ độc do những lợi ích được đồn đoán của nó.

## Từ nguyên và phân loại học
Tên khoa học của chi bắt nguồn từ tiếng Hy Lạp λύττα (lytta), có nghĩa là cơn thịnh nộ, cơn điên cuồng hoành hành, hoặc bệnh dại. Tên cụ thể có nguồn gốc từ tiếng Latin vesica, nghĩa là phồng rộp.
Lytta vesicatoria trước đây có tên là Cantharis vesicatoria, mặc dù chi Cantharis thuộc một họ không liên quan, Cantharidae, bọ cánh cứng lính. Nó đã bị phân loại sai từ đó cho đến khi nhà động vật học người Đan Mạch Johan Christian Fabricius sửa lại tên của nó trong Systema entomologiae của ông vào năm 1775. Ông đã phân loại lại ruồi Tây Ban Nha thành loài điển hình của chi Lytta mới, trong họ Meloidae.

## Mô tả và sinh thái học

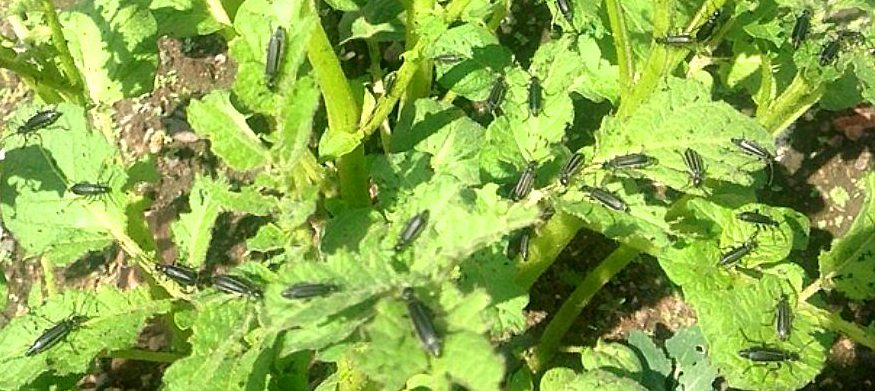
Một tập hợp những con ruồi Tây Ban Nha trưởng thành ở Siberia. Hành vi và độc tính của chúng cho thấy màu sắc dễ nhận ra của chúng là đặc trưng cho một dạng tín hiệu xua đuổi.

Ruồi Tây Ban Nha trưởng thành là một loài côn trùng mảnh mai, thân mềm và óng ánh màu xanh vàng kim loại, một đặc trưng của loài Meloidae. Bề ngang khoảng 5 mm (0,20 in) và dài 20 mm (0,79 in).
Con cái đẻ trứng đã thụ tinh trên mặt đất, gần tổ của một con ong thợ làm tổ trên mặt đất. Ấu trùng ngay lập tức hoạt động khi vừa nở. Chúng trèo lên một cây hoa và chờ đợi sự xuất hiện của ong. Chúng móc mình vào con ong bằng cách sử dụng ba vuốt trên chân để cấy ấu trùng đầu tiên, triungulins (từ tiếng Latinh tri, nghĩa là ba và ungulus, nghĩa là vuốt). Con ong mang ấu trùng về tổ, tại đây, chúng sẽ ăn ấu trùng ong và nguồn thức ăn của ong. Do đó, ấu trùng của loài này nằm ở đâu đó giữa động vật ăn thịt và ký sinh trùng. Ấu trùng sẽ rụng lông và trở thành ấu trùng scarabaeoid rất khác, điển hình hơn cho hai hoặc nhiều giai đoạn còn lại, trong một kiểu phát triển được gọi là sự dôi kỳ biến thái. Những con trưởng thành chui ra khỏi tổ ong và bay đến những cây thân gỗ để kiếm ăn.

## Phạm vi và môi trường sống
Ruồi Tây Ban Nha được tìm thấy trên khắp Á-Âu, mặc dù nó chủ yếu là loài sống ở Nam Âu, với một số ghi nhận ở miền nam Anh Quốc và Ba Lan.
Bọ trưởng thành chủ yếu ăn lá của cây tần bì, tử đinh hương, thủy lạp, kim ngân hoa và liễu trắng. Nó thỉnh thoảng cũng thấy trên cây mận, hoa hồng, và chi du.

## Tác động với con người

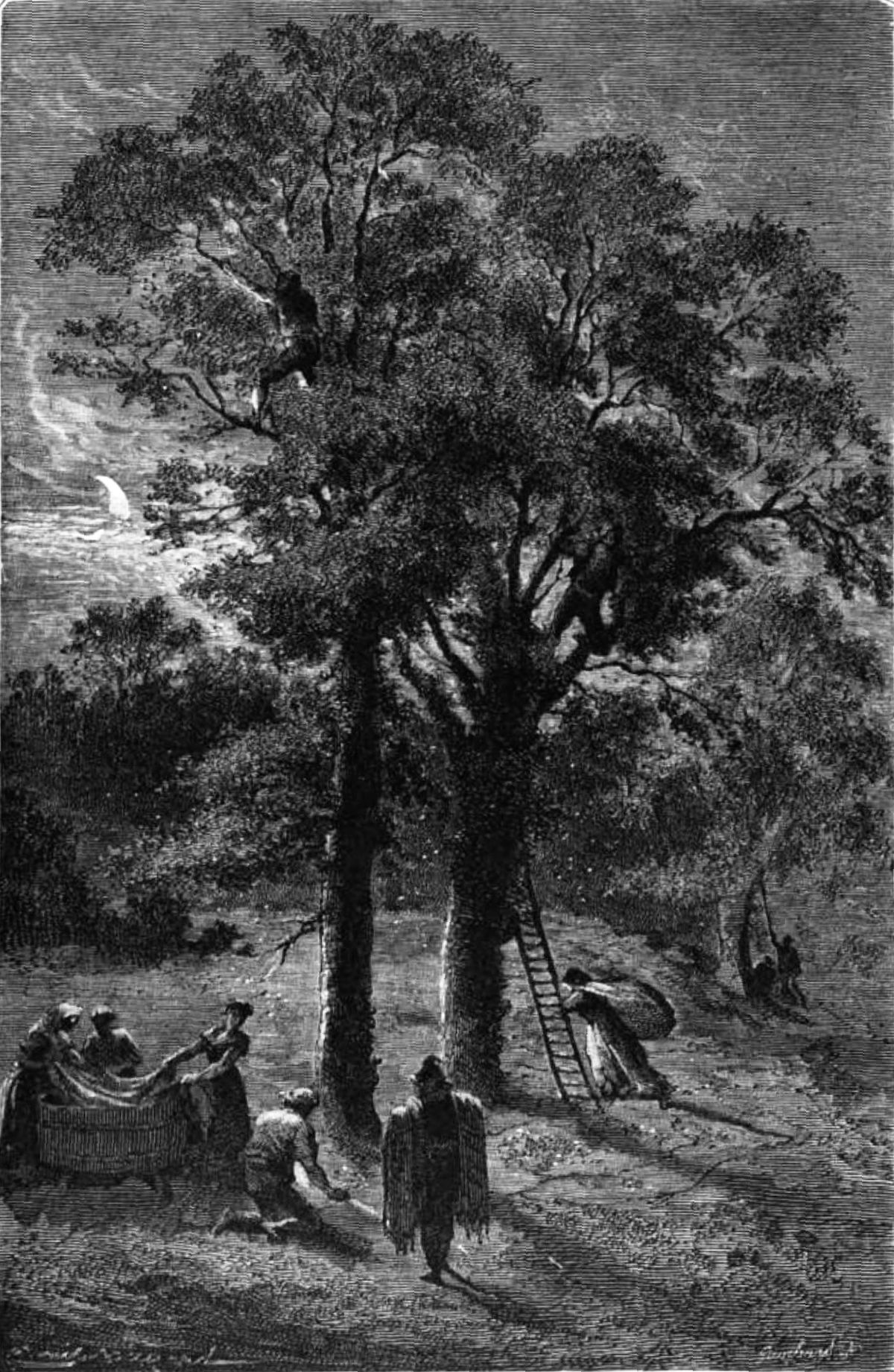
Thu thập Cantharide, thế kỷ 19

### Thu thập antharidin

Cantharidin

Cantharidin, thành phần hoạt chất chính trong các chế phẩm của ruồi Tây Ban Nha, lần đầu tiên được phân lập và đặt tên vào năm 1810 bởi nhà hóa học người Pháp Pierre Robique, ông đã chứng minh rằng nó là tác nhân chính gây ra đặc tính phồng rộp mạnh của lớp vỏ trứng của loài côn trùng này. Vào thời điểm đó, người ta khẳng định rằng nó độc hại như những chất độc mạnh nhất được biết đến lúc bấy giờ, chẳng hạn như strychnine.

### Độc tính và ngộ độc
Cantharidin là chất độc nguy hiểm, ức chế enzym phosphatase 2A. Nó gây kích ứng, phồng rộp, chảy máu và khó chịu. Những ảnh hưởng này có thể leo thang đến xói mòn và chảy máu nêm mạc, đôi khi theo sau là chảy máu dạ dày-ruột nghiêm trọng, hoại tử ống cấp tính và phá hủy cầu thận, dẫn đến dạ dày-ruột bị rối loạn chức năng thận, suy thận, và tử vong.

### Công dụng trong ẩm thực
Ở Ma-rốc và các vùng khác của Bắc Phi, hỗn hợp gia vị được gọi là ras el hanout đôi khi được thêm vào như một thành phần phụ "bọ cánh cứng kim loại xanh", được suy ra là L. vesicatoria, mặc dù việc bán nó ở chợ gia vị Ma-rốc đã bị cấm vào thập niên 1990. Dawamesk, một loại mứt phết sản xuất ở Bắc Phi và có chứa hashish, bột hạnh nhân, hạt hồ trăn, đường, vỏ cam hoặc me, đinh hương, và các loại gia vị khác, đôi khi còn có cantharide.

### Cách dùng khác
Trong Trung Quốc cổ đại, bọ cánh cứng được trộn với phân người, arsenic và wolfsbane để tạo ra bom thối đầu tiên được ghi nhận trên thế giới.
Ở Hy Lạp cổ đại và Rome, ruồi Tây Ban Nha được sử dụng để điều trị các bệnh ngoài da, trong khi ở Ba Tư thời trung cổ, Y học Hồi giáo sử dụng ruồi Tây Ban Nha bay, có tên là ḏarārīḥ (الذراح), nhằm cố gắng ngăn chặn bệnh dại.
Vào thế kỷ 19, ruồi Tây Ban Nha được sử dụng bên ngoài chủ yếu như chất gây phồng rộp và gây kích ứng cục bộ; Ngoài ra còn dùng trong bệnh lậu mãn tính, tê liệt, bệnh phong, điều trị ung nhọt. L. vesicatoria từng được sử dụng nội bộ như một chất lợi tiểu và kích thích tình dục.

## Hình ảnh

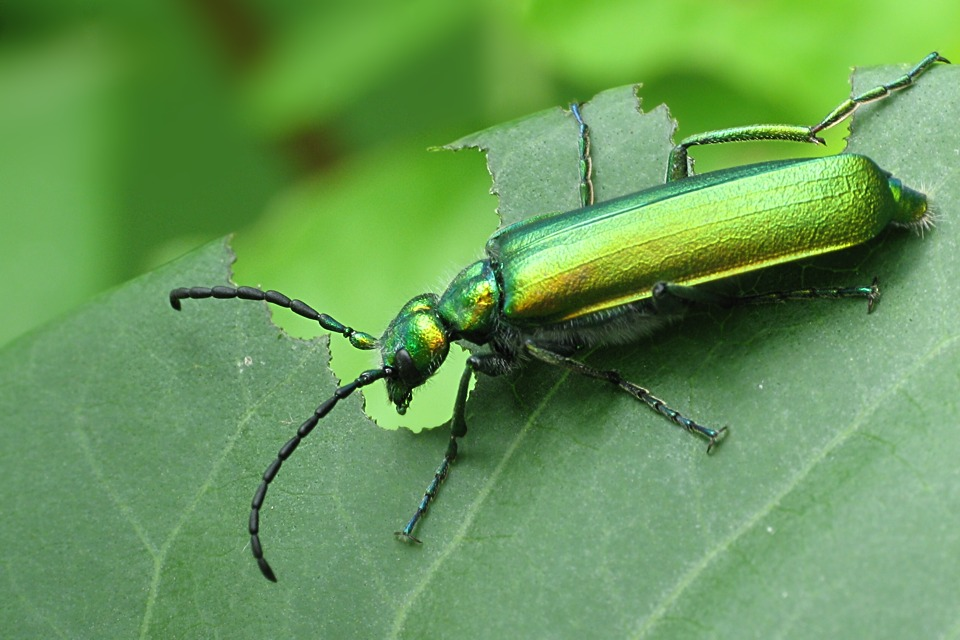
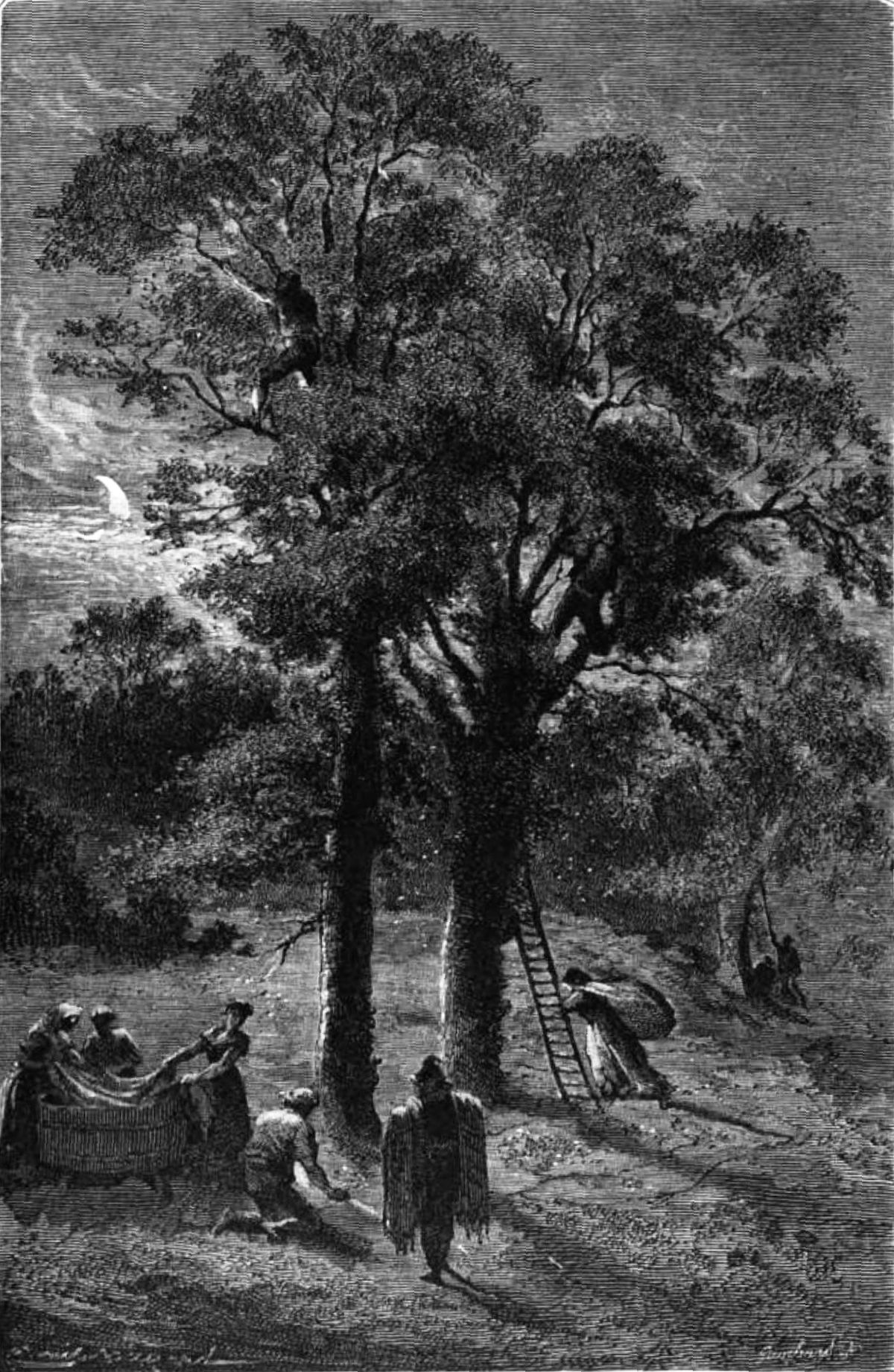
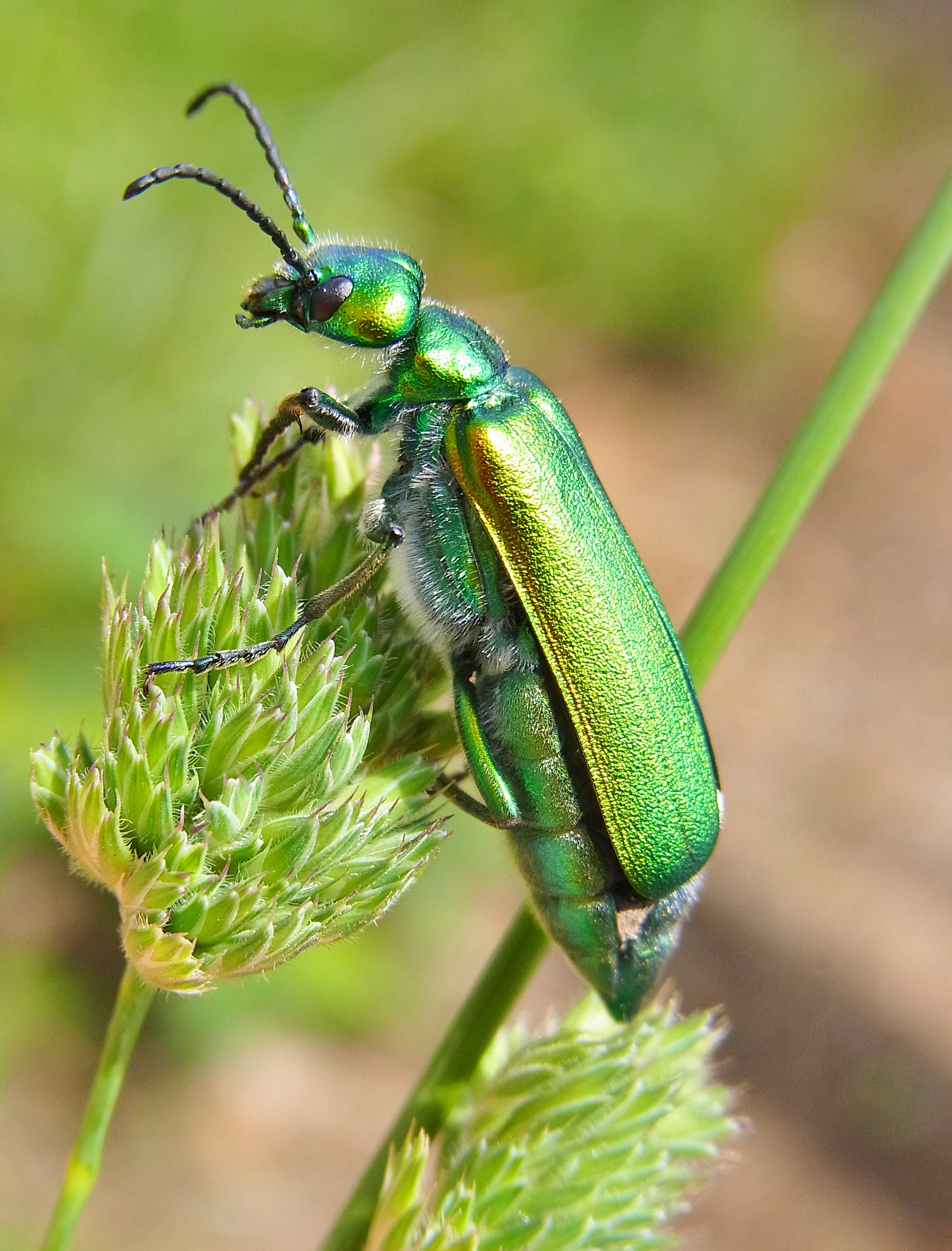
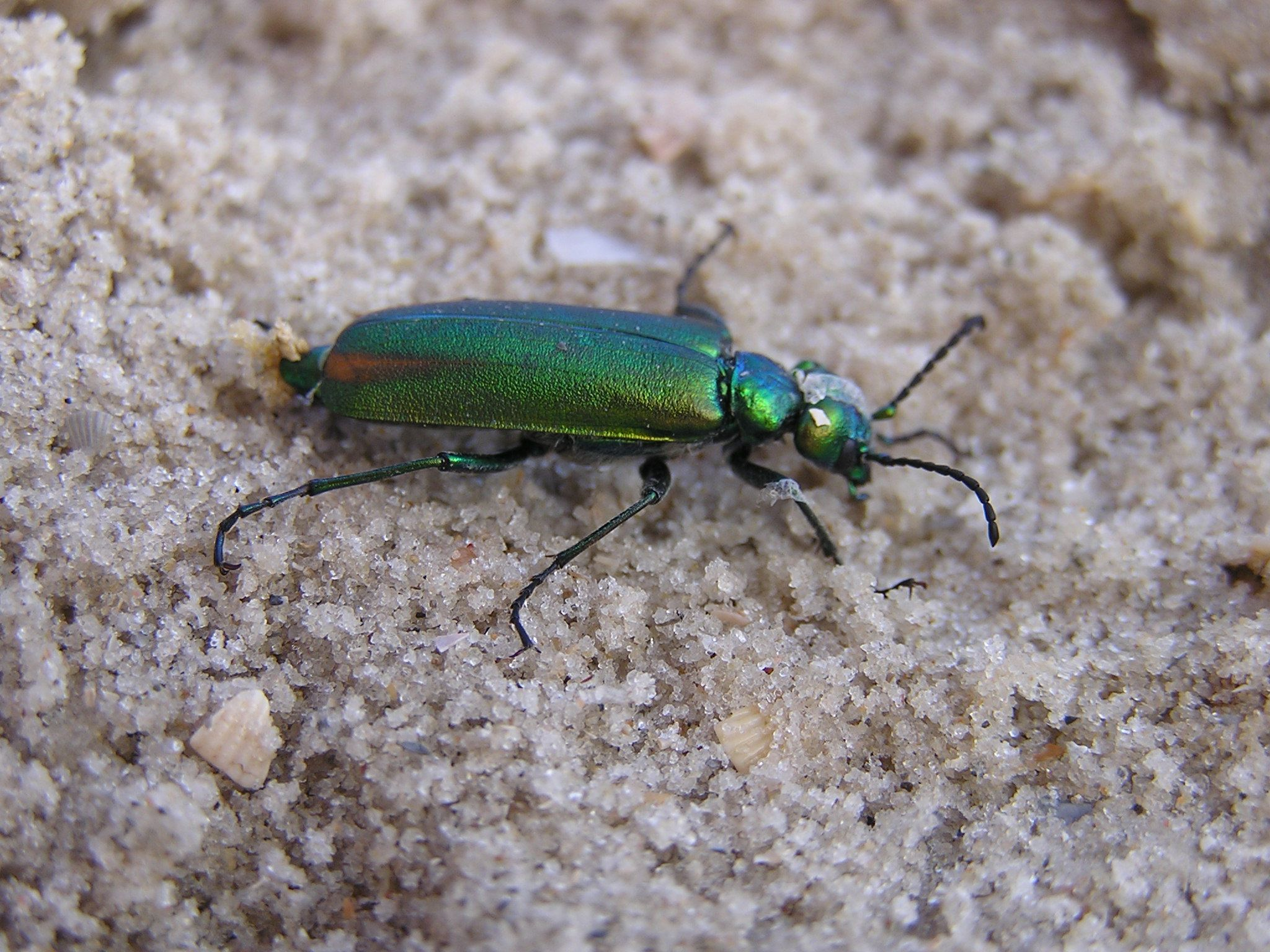